# Belia Heilbron
Belia Heilbron (1986) is een Nederlandse onderzoeksjournalist die voor Investico werkt.  

## Opleiding
Heilbron studeerde journalistiek aan de Hogeschool Utrecht en cultuursociologie aan de Universiteit van Amsterdam. 

## Onderzoeksjournalist
Ze schreef voor De Groene Amsterdammer en De Correspondent. Tussen 2015 en 2022 werkte ze als journalist voor NRC Handelsblad. 
Haar werk richt zich op energiegerelateerde onderwerpen, zoals Europese energiepolitiek, de overgang naar groene energie en mislukte ICT-projecten van de Nederlandse overheid.
Voor Investico schreef ze naast energie over klimaat, ICT en digitalisering van de zorg. Haar onderzoeken richten zich op sociale zekerheid, medische keuringen, zorg en overheidsfondsen. 
Als theatermedewerkster werkte ze jarenlang voor het Nationale Opera & Ballet. Sinds 2014 werkt ze voor Investico, het Platform voor onderzoeksjournalistiek. 

## Erkenning
Belia Heilbron kreeg de journalistieke prijs De Loep 2023 voor het onderzoek dat zij samen deed met Bas Belleman,  Sümeyye Ersoy, Merijn van Nuland, Anouk Kootstra en Salwa van der Gaag. Het onderzoeksteam kreeg de onderscheiding voor hun onderzoek naar het in kaart brengen van het in 2012 ingevoerde fraudeopsporingssysteem van de Dienst Uitvoering Onderwijs (DUO) in de strijd tegen fraude met de basisbeurs voor uitwonenden. Er bleken opvallend vaak studenten met een niet-westerse migratieachtergrond benaderd te worden. De risico-indicatoren waarmee het algoritme werd gevoed bleken door DUO zelf te zijn bedacht en niet wetenschappelijk onderbouwd. Ook bleken de controleurs die vast moesten stellen of een student met een uitwonendenbeurs op het opgegeven adres woonde, vaak niet objectief te zijn geweest. Het juryrapport noemde de verhalen 'ontluisterend en boosmakend' maar roemde de 'zorgvuldige onderzoeksmethode en de goed onderbouwde, spijkerharde conclusie'. Het onderzoek was een samenwerking van Investico, Trouw, De Groene Amsterdammer, het Hoger Onderwijs Persbureau en NOS op 3.
Samen met Anouk Kootstra, Romy van der Burgh, Jeanine Duijst en Salwa van der Gaag deed ze onderzoek naar de vraag: Bestaat klassenjustitie in Nederland? Hun Klassenjustitie in Nederland: lager op de ladder, zwaarder gestraft dat gemaakt werd voor De Groene Amsterdammer, NOS op 3 en Investico werd bekroond met De Loep 2024 in de categorie ‘Signalerend’. 

## Prijzen
- 2024 - De Loep
- 2023 - De Loep